# The Century of the Self
The Century of the Self ist eine preisgekrönte britische Dokumentation von Adam Curtis. Sie beschäftigt sich mit der Frage, welchen Einfluss die Arbeiten von Sigmund Freud, Anna Freud, und Edward Bernays auf die Verhaltensweise von Unternehmen und Regierungen hatten, mit Menschen umzugehen, sie zu analysieren und zu kontrollieren.

## Episoden
1. Happiness Machines (17. März 2002)

2. The Engineering of Consent (24. März 2002)

3. There is a Policeman Inside All Our Heads: He Must Be Destroyed (31. März 2002)

4. Eight People Sipping Wine in Kettering (7. April 2002)

## Inhalt
„Diese Serie handelt davon, wie die Mächtigen Freuds Theorien dazu verwendet haben, die gefährliche Volksmenge im Zeitalter der Massendemokratie zu testen und zu kontrollieren.“

Sigmund Freud, der Begründer der Psychoanalyse, veränderte die Wahrnehmung des menschlichen Verstandes und seiner Funktion. Die Serie beschreibt die von Thesen Freuds abgeleitete Propaganda und deren Einsatz durch westliche Regierungen und Konzerne.
Thematisiert werden Freud selbst und sein Neffe Edward Bernays, der als erster psychologische Techniken im Rahmen der Public Relation einsetzte. In der zweiten Folge ist Freuds Tochter Anna Freud, eine Pionierin auf dem Gebiet der Kinderpsychologie, Gegenstand der Diskussion. In der dritten Folge geht es um Wilhelm Reich, einen der Hauptwidersacher von Freuds Theorien.
The Century of the Self hinterfragt die Ursachen und Methoden von Konsumgesellschaft, repräsentativer Demokratie und Kommerzialisierung und deren Auswirkungen. Darüber hinaus wird die moderne Selbstwahrnehmung in Frage gestellt, die Einstellung zu Mode und Oberflächlichkeit.
Die Welt von Geschäft und Politik verwendet psychologische Techniken dazu, unsere Bedürfnisse zu ermitteln, zu erzeugen und zu erfüllen, uns ihre Reden und Produkte so ansprechend wie möglich darzubieten. Curtis stellt die Frage nach Ursachen und Absichten dieses Verhaltens.
Wo einst der politische Prozess darin bestand, rationelles und selbstbewusstes Handeln zu fördern und gesellschaftliche Werte zu vermitteln, werden heute, so zeigt die Dokumentation, die Taktiken der Psychoanalyse angewendet, um an primitive Instinkte zu appellieren und die Adressaten auf ein enges Selbstinteresse in einer Konsumgesellschaft zu fokussieren.
Paul Mazur, ein führender Wall Street Banker von Lehman Brothers, wird mit folgender Erklärung zitiert:

„Wir müssen Amerika von einer Bedarfskultur zu einer Verlangenskultur umwandeln. Die Menschen müssen trainiert werden, zu verlangen, neue Sachen zu wollen, auch wenn die alten noch nicht gänzlich verbraucht sind. […] Die Sehnsüchte eines Menschen müssen dessen Bedürfnisse in den Schatten stellen.“

Gegenstand der vierten Folge sind  Philip Gould und Matthew Freud, Ur-Enkel Freuds und PR-Berater. Diese waren Teil einer Bestrebung, in den 1990er Jahren die  Demokraten in den USA und  New Labour in  UK zurück an die Macht zu bringen. Adam Curtis untersucht die psychologischen Methoden, die hier von beiden massiv in die Politik eingebracht wurden. Er stellt fest, dass das Ergebnis letztendlich stark an Edward Bernays Vision „Democracity“, die Stadt der Zukunft, erinnert, welche auf der 1939 New York World’s Fair vorgestellt wurde.

## Musik
- Aaron Copland: Billy the Kid (ballet)
- Arvo Pärt: Spiegel im Spiegel, Für Alina
- Dmitri Shostakovich: 24 Preludes and Fugues (Shostakovich), Prelude 1 (C major)
- Johannes Brahms: Symphony No. 3 (Brahms)|Symphony No. 3 in F major, Op. 90, beginning of the third movement (poco allegretto)
- Kano: She's a Star (from the album New York Cake)
- Louis Armstrong: What a Wonderful World
- Ralph Vaughan Williams: Fantasia on a Theme by Thomas Tallis
- Raymond Scott: Portofino 2 (From Manhattan Research Inc.)

## Auszeichnungen
- Best Documentary Series, Broadcast Awards
- Historical Film Of The Year, Longman/History Today Awards
- Best Documentary, Royal Television Society and Indie Awards